# Begamganj
Begamganj är en ort i Indien.   Den ligger i distriktet Raisen och delstaten Madhya Pradesh, i den centrala delen av landet, 600 km söder om huvudstaden New Delhi. Begamganj ligger 513 meter över havet och antalet invånare är 33 467.
Terrängen runt Begamganj är platt. Runt Begamganj är det ganska tätbefolkat, med 160 invånare per kvadratkilometer. Det finns inga andra samhällen i närheten. Trakten runt Begamganj består till största delen av jordbruksmark.